# 广州国际网球中心
广州国际网球中心位于中国广州市黄埔区科学城中部的尖塔山南麓，是华南地区最大的网球中心之一。

## 简介
广州国际网球中心依地形分为场地中部的中心赛场区、南侧的练习球场区和北侧的停车区。设有1个中心赛场、9个标准室外赛场、3个室内标准练习场。中心赛场可容纳5000人，东侧的两个赛场可以设置2000座临时看台。其余每个标准赛场可以容纳250人，属于甲级体育建筑，可承办国际网球比赛的要求，平时可作为训练场使用。

## 历史
广州国际网球中心于2007年开工建设，2009年7月15日竣工，总耗资1.8亿元。